# آنا ليهي
آنا ليهي (بالإنجليزية: Anna Leahy)‏ هي كاتِبة وشاعرة أمريكية، ولدت في 17 أكتوبر 1965.